# 積算マニュアル
積算マニュアル（せきさんマニュアル）とは、建設業等における各種積算に使用するマニュアル。
積算基準類（積算基準や積算要領等）が標準歩掛や積算項目、積算条件を業務の実態調査とデータ解析等を経て、発行元（発注元）が公式に定めている事項に対し、積算マニュアルは受注者発注者双方積算設計者に対して主に設計数量の算出方法や(例えば端数処理)単価類の取り扱いなど、積算において各人見解が異なる事項について、長年の慣習等を踏まえ、積算の「共通事項」とりきめとして文書図版等で示したもの。
主には専門機関が特殊な業務などのためや公的機関が自らの業務の遂行用発注用に必要な積算行為のために発行している書籍であり委託業務で作成する場合もある。このため、入手方法は一般には公的刊行物販売所等や取り扱い元への注文販売が主で、一部インターネットを介して入手可能なものもある他、請負者や受託者の業務遂行のため貸与して対応される場合とがある。
ただし、この名称を使用して入門書や専門書籍として刊行販売しているものもあり、こうした書籍は一般の書店で購入される本となんら変わらない。
国土交通省では、現在までの土木事業（河川、海岸、砂防、ダム、道路、公園、下水道の事業分野）においては旧建設省時代の1991年から、1995年のパソコンOS切り替え（Microsoft Windows 95）による新土木工事積算システムの開発に向けて、工事工種の体系化を見直し、新土木工事積算大系と、工事工種体系ツリーおよび用語定義集をとりまとめ、土木工事数量算出要領を整理し定め、各地方整備局から関係他省庁や自治体、関係機関で統一使用を図ったが、それまではこれらを関係各所は各自で独自の「積算マニュアル」を定め発行し対処していた。

## 例
- 建築工事積算マニュアル - 横浜市
- 土木設計マニュアルⅠ（積算編） - 宮城県
- 建築工事積算マニュアル - 千葉市
- 土木設計マニュアル設計積算編 - 福島県  (PDF)
- 日本郵政「工事費積算マニュアル」
- 営繕工事積算チェックマニュアル
- 農業農村整備事業施設調書作成積算マニュアル
- たて込み簡易土留 積算マニュアル - たて込み簡易土留協会
- 放射性物質により汚染された農地等の除染のための固化剤吹付け・剥ぎ取り工法に関する施工・積算マニュアル (案)[3]
- 中層型浮魚礁積算マニュアル
- 工事設計積算マニュアル : 小型ポンプ船・マイクロポンプ船・バージアンローダ船（全国小型ポンプ船協会、1989.4）
- 協力準備調査、設計・積算マニュアル（試行版）及び同補完編・機材編
- 根入れ式鋼板セル工法 施工・積算マニュアル - 根入れ式鋼板セル協会
- 真空式下水道システムの積算マニュアル[4]
- 組立式台船(ユニフロート)積算マニュアル - 松原建設
- 小型ポンプ船・空気圧送船工事設計積算マニュアル - 全国ポンプ・圧送協会
- スリップフォーム工法標準積算マニュアル(構造物編)[5]
- 機械警備業務積算マニュアル（浄水場共通）[6]
- 清掃業務積算マニュアル」及び「保全業務積算の手引き（仕様編・設計編）」[7]
- CDM積算マニュアル - CDM研究会 (PDF)
- 土木関係積算マニュアル - 東日本旅客鉄道
- 補強盛土工法 積算マニュアル[8]
- WILL工法技術・積算マニュアル
- 発泡スチロール土木工法技術資料 施工 ・積算マニュアル-発泡スチロール土木工法開発機構